# 謝爾蓋·斯塔霍夫斯基
謝爾蓋·愛德華多維奇·斯塔霍夫斯基（烏克蘭語：Сергій Едуардович Стаховський，1986年1月6日—）是烏克蘭職業網球運動員。斯塔霍夫斯基於2003年轉為職業選手。在其職業生涯中單打排名最高31，2008年3月1日以幸運失敗者身份在PZB薩格勒布室內賽奪得第一個冠軍。
斯塔霍夫斯基於2022年1月從網球界退役。同年俄羅斯入侵烏克蘭，他加入了烏克蘭軍隊。

## 外部連結
- 官方网站
- 謝爾蓋·斯塔霍夫斯基（英文/西班牙文）的官方資料
- 謝爾蓋·斯塔霍夫斯基的國際網球總會 職業／青少年 官方資料（英文）
- 謝爾蓋·斯塔霍夫斯基的官方資料（英文）